# Eucosma krygeri
Eucosma krygeri is een vlinder uit de familie bladrollers (Tortricidae). De wetenschappelijke naam is voor het eerst geldig gepubliceerd in 1937 door Rebel.
De soort komt voor in Europa.